# Marija Żadan
Marija Żadan, ros. Мария Жадан (ur. 6 lutego 1983) – reprezentantka Rosji w siatkówce. Obecnie występuje w Rosyjskiej Superlidze w drużynie Dinamo Moskwa. Gra na pozycji rozgrywającej.

## Kluby
- 2004–2007  Dinamo Moskwa
- 2007–2009  Uniwersytet Biełgorod
- 2009–2011  Zarieczje Odincowo
- 2011–2012  Omiczka Omsk
- 2012–2013  Dinamo Moskwa

## Osiągnięcia reprezentacyjne
- Srebrny medal World Grand Prix (2009)
- 6. miejsce na Mistrzostwach Europy rozgrywanych w Polsce (2009)

## Osiągnięcia klubowe
- Mistrzostwo Rosji (2006, 2007, 2009)